# Francesco Innamorati
Francesco Innamorati (Foligno, 19 giugno 1893 – 4 gennaio 1944) è stato un politico e partigiano italiano.

## Biografia
Originario di una famiglia di lavoratori (suo padre Nicola faceva il falegname), Francesco, compositore tipografo, segretario prima nel 1914-1915 e poi nel 1919-1920 della Camera del Lavoro di Foligno, fu militante socialista ed entrò a far parte del Partito Comunista sin dalla sua fondazione. Condannato al confino politico, fu poi deferito al Tribunale speciale e condannato  ma successivamente prosciolto il 23 novembre 1932.
Delegato al terzo Congresso del Partito che si doveva tenere a Lione, venne fermato e arrestato a Domodossola. Processato, fu condannato a 14 anni e 4 mesi di carcere, 5 di vigilanza speciale e 7.800 lire di multa. Innamorati scontò la pena presso le carceri di Pesaro prima e di Civitavecchia poi, da cui venne scarcerato per l'indulto.
Quando nel 1940 l'Italia entrò in guerra, Francesco venne arrestato e internato a Ventotene.; venne liberato nell'agosto del 1943. 
Prese parte alla guerra di Liberazione a partire dal 1943, dedicandosi all'organizzazione di formazioni partigiane nel folignate.
Dopo la sua morte (investito da un camion tedesco), il suo nome fu assunto da una formazione partigiana di zona.